# Georges André
Georges André (n. 26 iulie 1876, Paris, Île-de-France, Franța – d. 19 martie 1945, Versailles, Seine-et-Oise, Franța) a fost un jucător de curl ce a reprezentat Franța, medaliat olimpic. A participat la o ediție a Jocurilor Olimpice (1924) în care a câștigat o medalie de bronz.

## Participări
Lista de mai jos prezintă principalele competiții la care a participat Georges André de-a lungul carierei.
- Curling la Jocurile Olimpice de iarnă din 1924